# Libnotes amatrix
Libnotes amatrix är en tvåvingeart som först beskrevs av Alexander 1922.  Libnotes amatrix ingår i släktet Libnotes och familjen småharkrankar. Inga underarter finns listade i Catalogue of Life.